# Nikolai Iwanowitsch Schakura

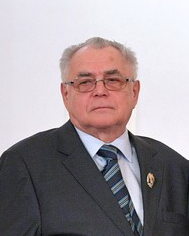

Nikolai Iwanowitsch Schakura (russisch Николай Иванович Шакура, englische Transkription Nikolaj Ivanovich Shakura; * 7. Oktober 1945 in Krasnauski, Rajon Swetlahorsk) ist ein russischer Astronom und Astrophysiker.

## Leben
Schakura wurde im Dorf Danilowka des Dorfsowjets Krasnauski im Rajon Swetlahorsk in Weißrussland geboren. Nach seiner Schulzeit studierte er bis 1969 an der Physikalischen Fakultät der Lomonossow-Universität Moskau (MGU) und wurde anschließend Aspirant. Sein wissenschaftlicher Lehrer war Jakow Seldowitsch. Seit 1972 ist er am Sternberg-Institut für Astronomie der Moskauer Universität tätig, wo er 1995 Leiter der Abteilung für Relativistische Astrophysik wurde. 1988 erwarb er den russischen Doktortitel (entspricht der Habilitation) mit einer Arbeit zur Theorie der Akkretionsscheibe und einige ihrer astrophysikalischen Anwendungen. 2009 wurde er Professor an der MGU.
1973 publizierte er mit Rashid Sunyaev eine bahnbrechende Arbeit zur Theorie der Akkretion auf Schwarze Löcher in einer Scheibe. Diese Veröffentlichung gilt als klassische Beschreibung des Mechanismus der Übertragung von Masse in Doppelsternsystemen und der Freisetzung von Gravitationsenergie. Sie entwarfen das Bild einer geometrisch dünnen Akkretionsscheibe, die auch als Standard Shakura-Sunyaev-Scheibe bezeichnet wird. Ihr theoretisches Modell liefert detaillierte Vorhersagen über die Form des ausgesandten Spektrums der Akkretionsscheibe, was einen direkten Vergleich mit Beobachtungen ermöglicht. Mit mehr als 8.600 Zitierungen (erfasst im Astrophysics Data System, Stand August 2018) gilt die Arbeit aus dem Jahr 1973 als meistzitierte Veröffentlichung auf dem Gebiet der theoretischen Astrophysik. 
Zusammen mit Rashid Sunyaev erhielt er den Staatspreis der Russischen Föderation für das Jahr 2016.
Der Asteroid (14322) Shakura wurde nach ihm benannt.

## Schriften (Auswahl)
- N. I. Shakura, R. A. Sunyaev: Black holes in binary systems. Observational appearance. In: Astronomy and Astrophysics. Band 24, 1973, S. 337–355.
- N. I. Shakura, R. A. Sunyaev: A theory of the instability of disk accretion on to black holes and the variability of binary X-ray sources, galactic nuclei and quasars. In: Monthly Notices of the Royal Astronomical Society. Band 175, Nr. 3, 1976, S. 613–632, doi:10.1093/mnras/175.3.613.